# Ernest Rousselle
Ernest Rouselle, né le 5 octobre 1836 à Nangis et mort le 15 mai 1896 à Paris, est président du Conseil municipal de Paris en 1889 et 1890 et du Conseil général de la  Seine en 1885.

## Biographie
Il dirige d'abord une maison de commerce de vin à Bordeaux, puis arrivé à Paris, il est élu conseiller municipal de Paris pour la première fois en 1881 ; il faisait partie de la fraction radical socialiste du Conseil. Il défend de vigoureuses idées anticléricales et reste conseiller municipal jusqu'à sa mort en 1896. Son fils, Henri Rousselle (1866-1925), prend la suite de son père et sera également président du Conseil général de la Seine.
Il est inhumé au cimetière du Montparnasse (division 29).

## Action en faveur des enfants démunis
En 1883, il obtient du Conseil général de la Seine des subventions pour ouvrir des « écoles de réforme » à vocation agricole, les visées de Rousselle étant de soustraire les enfants de l'Assistance publique, devenus trop âgés ou ingérables, à l'emprise des institutions religieuses. Une implantation est faite dans l'île de Porquerolles et d'autres sont envisagées en Algérie.

## Hommages

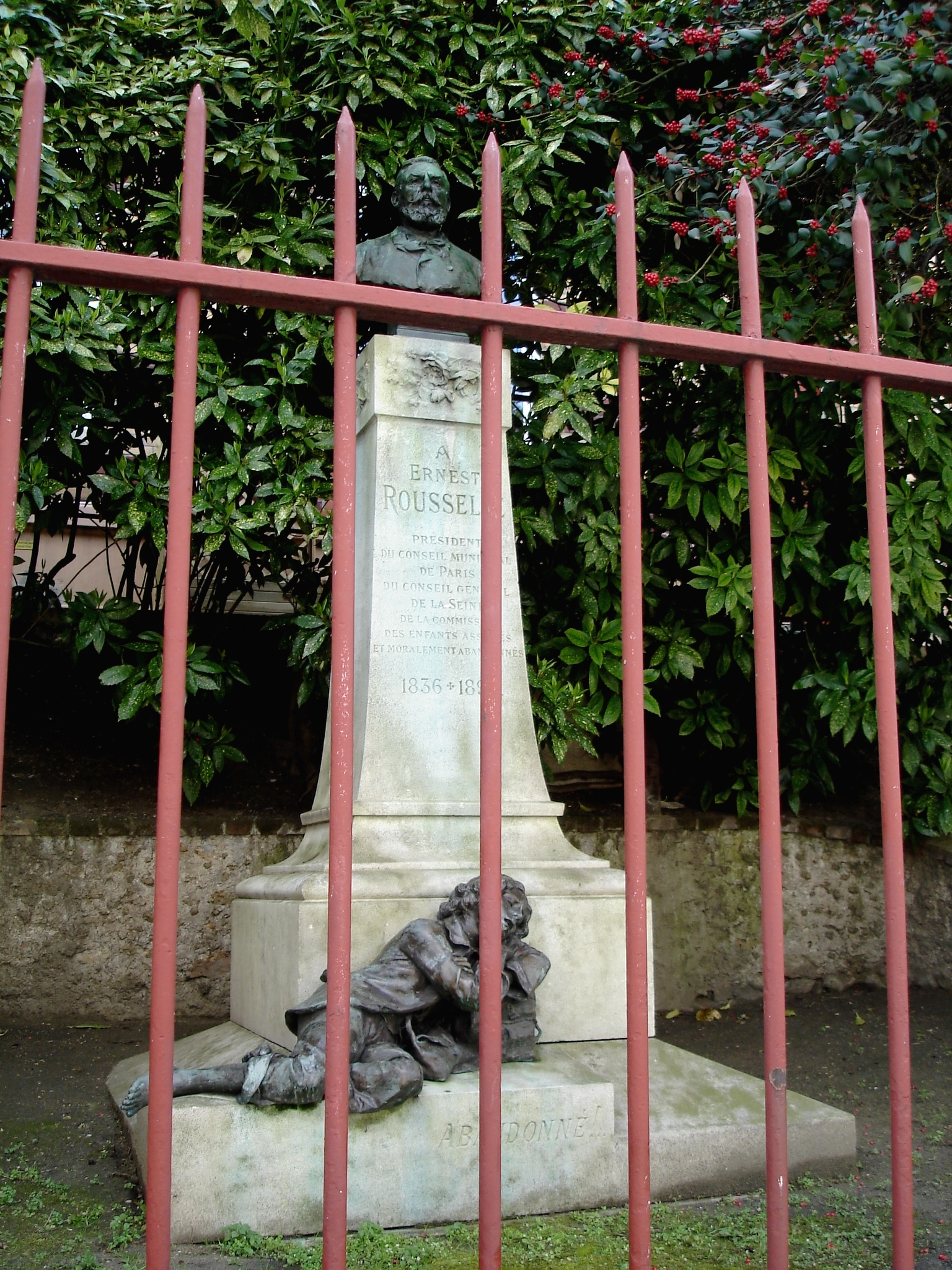
Le monument du boulevard Auguste-Blanqui.

- Le 6 octobre 1901, un monument à la mémoire d'Ernest Rousselle est inauguré dans le jardin du dispensaire de la Maison-Blanche, le long du boulevard Auguste-Blanqui[4]. Un buste et un enfant abandonné en bronze sont l’œuvre du sculpteur Michel Léonard Béguine.
- Une rue du 13e arrondissement de Paris est baptisée à son nom en 1910. Le nom de son fils, Henri Rousselle (1866-1925), qui fut, lui aussi, président du conseil général de la Seine, lui est associé en 1930. Ce dernier a, quant à lui, un square à son nom.